# Léon Dostert
Léon Dostert, né le 14 mai 1904 et mort le 1er septembre 1971, est un érudit français qui prend la nationalité américaine en 1941, et un ardent défenseur de la traduction automatique. Il est à l'origine d'innovations durables dans le domaine de la traduction, telles que la méthode simultanée lors du procès de Nuremberg, qui est encore utilisée aujourd'hui lors de rassemblements internationaux et au sein d'institutions internationales telles que les Nations unies, le Conseil de l'Europe, la Commission européenne et le Conseil ou le Parlement européen. 

## Biographie

### Enfance et formation
Il naît à Longwy, en France, au début du XXe siècle. Son enfance est marquée par la Première Guerre mondiale, et déjà ses capacités en langues étrangères apparaissent. Son village, situé à la frontière belge, est envahi par l'armée allemande, avant d'être libéré par son homologue américain. Dostert maîtrise l'allemand et l'anglais avant la fin des hostilités. Sa maîtrise des deux langues est telle qu'il travaille comme traducteur pour les Allemands et les Américains. 
Orphelin avant le déclenchement de la guerre, Dostert est très apprécié des troupes américaines pour lesquelles il travaille ; si bien qu'en fait, quelques-uns d'entre eux financent son éducation aux États-Unis après la guerre. En 1921, après s'être remis de problèmes de santé à la suite de la guerre, Dostert s'inscrit dans un lycée de Pasadena, en Californie. Il entre à l'Occidental College en 1925, avant de poursuivre à l'Université de Georgetown quelques années plus tard, où il obtient en 1928 une licence (bachelor) en service extérieur. Il obtient une autre licence en philosophie en 1930, et une maîtrise en 1931. Dostert est accepté comme doctorant en langues à l'Université Johns-Hopkins, mais n'a jamais terminé sa thèse.  

### Seconde Guerre mondiale
Dostert est le responsable des services d'interprétation et de la traduction lors du procès de Nuremberg. 

### Apports à la traduction automatique
Dostert est le premier directeur de l'Institut des langues et de la linguistique de Georgetown. L'Institut collabore avec IBM pour effectuer la toute première traduction automatique, qui est montrée publiquement en 1954,. Dostert lui-même annonce le succès, même si l'événement public est lui-même davantage une démonstration de faisabilité pour engranger davantage d'intérêt et de ressources. 

## Publications
- « The Georgetown Institute Language Program », dans Publications of the Modern Language Association of America, 1953, p. 3-12.
- « Brief history of machine translation research », dans Eighth Annual Round Table Meeting on Linguistics and Language Studies, 1957 Lire en ligne.